# Björn Gustavsson
Björn Gustavsson – szwedzki żużlowiec.
Srebrny medalista młodzieżowych indywidualnych mistrzostw Szwecji (Hagfors 1998). Finalista indywidualnych mistrzostw Szwecji (Hagfors 2003 – XV miejsce). Złoty medalista drużynowych mistrzostw Szwecji (2004).
Reprezentant Szwecji na arenie międzynarodowej. Finalista indywidualnych mistrzostw świata juniorów (Olching 1996 – jako zawodnik rezerwowy). Uczestnik eliminacji indywidualnych mistrzostw świata (Mariestad 1997 – XV miejsce w finale szwedzkim).
W lidze szwedzkiej reprezentował barwy klubów: Njudungarna Vetlanda (1995–1999, 2002–2003), Ornarna Mariestad (2003) Falkarna Mariestad (2003) oraz VMS Elit Vetlanda (2003–2004), natomiast w lidze brytyjskiej – Newport Wasps (1999).